# Montoire-sur-le-Loir
Montoire-sur-le-Loir je naselje in občina v osrednjem francoskem departmaju Loir-et-Cher regije Center. Leta 2010 je naselje imelo 4.058 prebivalcev.

## Geografija
Kraj leži v pokrajini Vendômois ob reki Loir, 46 km severozahodno od Bloisa.

## Uprava
Montoire-sur-le-Loir je sedež istoimenskega kantona, v katerega so poleg njegove vključene še občine Artins, Couture-sur-Loir, Les Essarts, Les Hayes, Houssay, Lavardin, Montrouveau, Les Roches-l'Évêque, Saint-Arnoult, Saint-Jacques-des-Guérets, Saint-Martin-des-Bois, Saint-Rimay, Ternay, Tréhet, Troo, Villavard in Villedieu-le-Château z 8.714 prebivalci (v letu 2010).
Kanton Montoire-sur-le-Loir je sestavni del okrožja Vendôme.

## Zanimivosti
- ruševine gradu Château de Montoire-sur-le-Loir z donjonom iz konca 11. stoletja,
- cerkev sv. Lovrenca,
- nekdanji avguštinski samostan,
- muzej na železniški postaji, posvečen zgodovinskemu srečanju med francoskim predsednikom države maršalom Pétainom in Hitlerjem, kjer je bil v času od 22. do 24. oktobra 1940 dosežen sporazum o sodelovanju med državama.

## Pobratena mesta
- Łowicz (Loško vojvodstvo, Poljska);